# Massive Entertainment
Massive Entertainment je švedska kompanija koja se bavi video-igrama sa sedištem u Malmeu. Kompanija je u potpunosti u posedu Sierra Entertainmenta.  Massive Entertainment se je proslavio po serijalu video-igara Ground Control. Njihov poslednji projekt je World in Conflict.

## Spoljašnje veze
- Massive Entertainment